# 1898 v dopravě
Tento článek obsahuje seznam událostí souvisejících s dopravou, které proběhly roku 1898.

## Události
- 24. března

 V USA byl vyroben a prodán první osobní automobil.
- 29. května

 V Bad Schandau byla otevřena tramvajová linka.

## Neurčené datum
Roku 1898 prodala B.L.E.G. brněnský tramvajový provoz Rakouské elektrárenské společnosti Union ve Vídni (Oesterreichische Union Elektrizitäts – Gesellschaft in Wien), která po uzavření smlouvy s městem začala elektrifikovat celou kolejovou síť.
 Začátek výroby automobilů Wartburg.